# Fascia brachial
Le fascia brachial est la gaine aponévrotique superficielle du bras.

## Structure
Le fascia brachial est en continuité en haut avec l'aponévrose du muscle deltoïde et du muscle grand pectoral, au moyen desquels il se rattache, en haut, à la clavicule, à l'acromion et à l'épine de la scapula. En bas il est en continuité avec le fascia antébrachial.
Son épaisseur varie. Il est mince sur le muscle biceps brachial et plus épais au niveau du muscle triceps brachial. Sur les épicondyles de l'humérus, il est renforcé par des aponévroses fibreuses.
Sa face profonde reçoit les insertions des septum intermusculaires médial et latéral du bras.